# 天台町
天台町（てんだいちょう）は千葉県千葉市稲毛区の地名。郵便番号は263-0011。

## 地理
天台・園生町・萩台町と隣接する。大半が千葉県総合スポーツセンターの敷地となる。

## 歴史
この地域に入植していた天台開拓農業協同組合から、町界が複雑なので新町を設定してほしいと要請され設けられた。
その後、1966年（昭和41年）1月1日 に当町の一部などで天台1～4丁目の設定、住居表示施行。→天台 (千葉市)参照

## 地名の由来
大正天皇が陸軍の演習を統監された場所を、天覧台と称したことに由来する。

## 世帯数と人口
2017年（平成29年）9月30日現在の世帯数と人口は以下の通りである。
| 町丁   | 世帯数 | 人口 |
| ------ | ------ | ---- |
| 天台町 | 27世帯 | 66人 |

## 小・中学校の学区
市立小・中学校に通う場合、学区は以下の通りとなる。
| 番地 | 小学校               | 中学校               |
| ---- | -------------------- | -------------------- |
| 全域 | 千葉市立千草台小学校 | 千葉市立千草台中学校 |

## 交通
- 国道16号
- 千葉都市モノレール

## 施設
- 千葉県総合スポーツセンター